# خوش‌شانس‌ترین دختر جهان
خوش شانس‌ترین دختر جهان (انگلیسی: The Luckiest Girl in the World) یک فیلم به کارگردانی ادوارد بازل است که در سال ۱۹۳۶ منتشر شد. از بازیگران آن می‌توان به جین وایت اشاره کرد.